# Stemonyphantes curvipes
Stemonyphantes curvipes là một loài nhện trong họ Linyphiidae.
Loài này thuộc chi Stemonyphantes. Stemonyphantes curvipes được Andrei V. Tanasevitch miêu tả năm 1989.